# École supérieure des sciences appliquées et de la technologie privée de Gabès
L'École supérieure des sciences appliquées et de la technologie privée de Gabès (arabe : الجامعة التكنولوجية الخاصة بقابس) ou ESSAT Gabès est une école d'ingénieurs privée de Tunisie basée à Gabès et agréée par le ministère de l'Enseignement supérieur et de la Recherche scientifique (agrément no2007-05).

## Diplômes
L'ESSAT offre plusieurs spécialités et parcours :
- licence en informatique de gestion
- cycle préparatoire aux études d'ingénieurs
- cycle d'ingénieur en génie logiciels
- cycle d'ingénieur en réseaux et télécommunications
- cycle d'ingénieur en électrique-automatique
- cycle d'ingénieur en génie civil